# Stepnoi (Novossibirsk)
Stepnoi (en rus: Степной) és un poble (un possiólok) de l'óblast de Novossibirsk, a Rússia, que en el cens del 2010 tenia 378 habitants, pertany al districte de Novossibirsk.